# Childebertus adoptivus
Childebertus adoptivus (lateinisch), deutsch Childebert der Adoptierte († vermutlich 662) war Franken-König in Austrasien von 656 bis wahrscheinlich 662. Er gehörte nicht zum Geschlecht der Merowinger, sondern war wohl ein Sohn des Hausmeiers Grimoald aus dem Geschlecht der Pippiniden, den späteren Karolingern.
Er regierte als Childebert III., ist aber nicht zu verwechseln mit dem in den offiziellen Listen geführten Childebert III.

## Leben
Wegen der schlechten Quellenlage ist der genaue Ablauf der Ereignisse um Childeberts Herrschaft umstritten. Heute wird aber von den meisten Historikern der folgende Ablauf der Ereignisse angenommen: Der Hausmeier (= maior domus) Grimoald überzeugte den bis dahin kinderlosen Sigibert III. (* 633; † 1. Februar 656), seinen eigenen Sohn als Nachfolger zu adoptieren (analog zur Adoption des Childebert II. durch Guntram I., wobei Childebert II. Burgund erwarb). Dieser nahm daraufhin den merowingischen Namen Childebert an. Danach wurde Sigibert allerdings wahrscheinlich 651 ein eigener Sohn (der spätere Dagobert II.) geboren. Die Macht Grimoalds reichte aber wohl doch aus, seinen Sohn zum neuen Herrscher zu erheben.
Dagobert wurde von Bischof Dido von Poitiers auf Betreiben Grimoalds nach Irland in ein Kloster gebracht. Bemerkenswert – und in der Forschung noch nicht erklärt – ist, dass Grimoald den Konkurrenten seines Sohnes nicht umbringen ließ, wie dies des Öfteren in merowingischen Zeiten geschah. In Neustrien wurde Grimoald der Prozess gemacht und noch im selben Jahr (656/657) wurde er für seinen Staatsstreich hingerichtet. Die mindestens sechs Jahre dauernde Regierungszeit Childeberts spricht allerdings dafür, dass die Erhebung als Herrscher Austrasiens durch die Adoption zumindest dort durchaus als rechtens und von den Zeitgenossen als angemessen angesehen wurde, zumal dadurch eine Einverleibung durch Neustrien verhindert werden konnte.
Möglich wäre auch, dass Dagobert eine erste Amtszeit bis zum Jahre 661 innehatte und erst danach für nur ein Jahr Childebert den Thron besetzte. Diese Version der Ereignisse um Childebertus adoptivus wird heute aber allgemein als unwahrscheinlich angesehen.
Nach dem Ende der Regierungszeit Childeberts wurde nicht Dagobert II. als König eingesetzt, sondern der minderjährige Neustrier Childerich II., der mit Sigiberts und Chimnechilds Tochter Bilichild verlobt wurde; für ihn regierte vormundschaftlich Chimnechild. Dagobert II. regierte nach Childerich II. bzw. Chimnechild.

## Unsichere Quellenlage
Diese und alle anderen Interpretationen der Geschehnisse müssen sich jedoch mit der schlechten Quellenlage auseinandersetzen: An Quellen stehen der Liber historia Francorum (726/727 verfasst und im karolingischen Sinn überarbeitet), das Barberini-Diptychon, eine Weißenberger Urkunde vom 24. Februar 661, Königskataloge in drei Varianten (ca. Mitte 8. Jahrhundert bis Beginn 9. Jahrhundert), der St. Gallener Königskatalog (Lex Salica; aus karolingischer Zeit) sowie einige Viten, u. a. die Vita Geretrudis zur Verfügung. Als Hauptquelle gilt bei den meisten Autoren der Liber historiae Francorum, obwohl er einige Fehler aufweist.
Vor allem über folgende Aspekte herrschen noch Unklarheiten: So ist die Herkunft Childeberts noch nicht genau geklärt. Meist wird davon ausgegangen, dass Grimoalds Sohn von Sigibert III. adoptiert wurde; entscheidend ist hierbei die exakte Übersetzung des folgenden Satzes, die meist im o. g. Sinn getätigt wird: „Childebertus adoptivus filius Grimoald regnavit annos VII“ (Königskatalog; wobei zu beachten ist, dass es sich bei dem „d“ aus Grimoald um ein durchstrichenes d handelt, eine sog. lateinische f-Abbreviatur. Die Mittellateiner streiten um den Kasus dieses Buchstabens, daher die unterschiedlichen Interpretationen). So z. B. Eckhardt: „Childebert (Adoptivsohn seines Vorgängers, leiblicher Sohn Grimoalds)…“ Becher ist jedoch der Meinung, es müsse „Childebert, der adoptierte Sohn Grimoalds, regierte sieben Jahre“ heißen. Zudem weise der Name „Childebert“ auf eine merowingische Abstammung hin (Becher und Eckhardt). Dieser Annahme widerspräche der Königskatalog, der die vor Childebert regierenden Könige in ein Verwandtschaftsverhältnis mit Chlothar I. setzt. Analog dazu müsste man dann erwarten, dass auch diesem eine Verwandtschaftsbezeichnung zugestanden würde. Dem ist jedoch nicht so.
Unsicherheit besteht darüber hinaus über die genaue Regierungszeit Childeberts. Vermutlich regierte er von 656 bis 661/2. Die Vermutung, Childebert habe von 651 bis Sommer 657 regiert, wird durch die Weißenberger Urkunde widerlegt. Auch ist Grimoalds Todeszeitpunkt noch nicht geklärt. Laut dem Liber historiae Francorum wurde er 657 von den Neustriern umgebracht. Gegen die Datierung spricht jedoch, dass seine Tochter Wulfetrude als Äbtissin (658/659 – 13. November 669) „aus Hass gegen den Vater“ von „Königen, Königinnen und Bischöfen“ (Vita Geretrudis) zur Amtsniederlegung gedrängt wurde. Es sei unwahrscheinlich, dass sie diesem Druck nach dem Tod des Vaters ausgesetzt gewesen sei.